# Muir-Gletscher
Der Muir-Gletscher ist ein Gletscher im Glacier-Bay-Nationalpark in Alaska, rund 124 km nordwestlich von Hoonah.

## Geografie
Das Nährgebiet des Gletschers befindet sich an der Südflanke der Takhinsha Mountains in den Alsek Ranges. Von dort strömt er in südöstlicher Richtung zum Muir Inlet, einem Fjord der Glacier Bay. Zwischen 1941 und 2004 hat sich der Muir-Gletscher durch die Gletscherschmelze um zwölf Kilometer zurückgezogen, so dass er heute nicht mehr das Meer erreicht.

## Gletscherentwicklung
Aufgrund des stetigen Rückzugs im Laufe des 20. Jahrhunderts verwandelte sich der Muir-Gletscher um das Jahr 1993 von einem Gezeitengletscher zu einem Landgletscher.
Anfang der 2000er Jahre betrug die Eisgeschwindigkeit am unteren Gletscherende knapp 50 m pro Jahr. Die Eisdicke verringert sich stetig. Die Gletscherspalten, typisch für Gezeitengletscher, schlossen sich mittlerweile. Der Gletscherrückzug ist so weit fortgeschritten, dass der von Westen kommende Morse-Gletscher in der Zwischenzeit einen eigenständigen Gletscher darstellt.

## Namensgebung
Benannt wurde der Gletscher nach John Muir (1838–1914), einem schottisch-amerikanischen Universalgelehrten, der den Gletscher 1879 entdeckt hat.